# مقايضة البذور

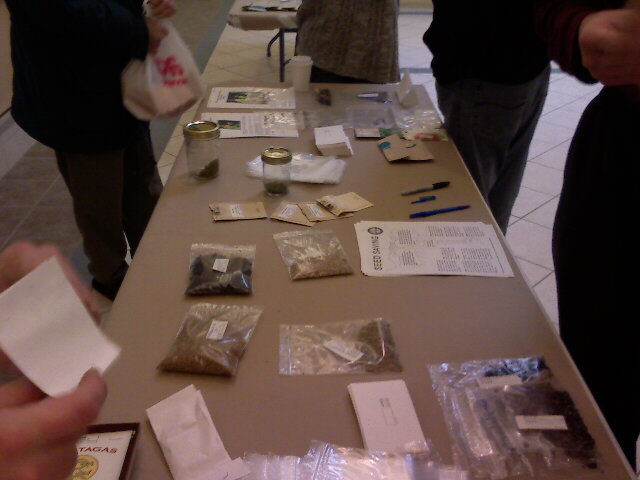
تبادل البذور في أوربانا، إلينوي

مقايضات البذور هي فعالية يلتقي فيها البستانيون لتبادل البذور. يمكن ترتيب التبادل عبر الإنترنت أو عن طريق البريد،  خاصةً عندما يكون المشاركون منتشرين في أكثر من موقع جغرافي. تزداد شعبية فعاليات لقاءات المبادلة، حيث يلتقي المزارعون ويتبادلون بذورهم الزائدة شخصيًا. يرجع هذا جزئيًا إلى الاهتمام المتزايد بالبستنة العضوية والتراث أو الأصناف النباتية المتوارثة. وهذا يعكس اهتمام البستانيين بـ "أنواع غير عادية أو خاصة من الزهور والخضروات"، وفقًا لكاثي جينتز منمجلة واشنطن جاردنر (ميريلاند). 
تساعد مقايضات البذور المستهلكين الذين يرغبون في إنتاج طعامهم بسبب الزيادة في تكلفة المعيشة أو خفض النفقات.  تنظّم بعض الفعاليات كجزء من جهد تعليمي، حيث يتم تعليم الزائرين مهارات البستنة والنمو  وكيفية الحفاظ على التراث الثقافي للمنطقة  والتنوع البيولوجي.  في الولايات المتحدة، يوم السبت الأخير من شهر يناير هو "اليوم الوطني لمبادلة البذور".   

## الأهمية البيولوجية
لبعض مقايضات البذور هدف بيولوجي صريح - عادة لتثقيف الجمهور في البستنة العضوية أو محاولة الحفاظ على تنوع المحاصيل.   بدأت دراسة الأهمية العالمية الأكبر والتأثيرات المفيدة طويلة المدى للزراعة البيئية التي تدعمها مقايضات البذور، وتأثيرات مثل هذه الممارسات في مواجهة آثار الزراعة الأحادية الكيماوية.  :201

## القيود في الاتحاد الأوروبي
قضت محكمة العدل الأوروبية في عام 2012 بأنه يُسمح للمزارعين في الاتحاد الأوروبي، في ظل ظروف مقيدة، بإنتاج وتسويق بذور من أصناف نباتية غير مسجلة رسميًا أو معتمدة. لا يمكن حظر بيع مثل هذه البذور بشكل قاطع على أساس المبادئ التوجيهية الحالية للاتحاد الأوروبي بشأن تسجيل البذور. قاضت شركة غرينيز بوماكس شبكة المزارعين المحليين كوكوبيللي وطالبت بمبلغ 50.000 يورو (61.000 دولار أمريكي).  فاز كوكوبيللي بهذه القضية.
تطبّق فرنسا قوانين أكثر صرامة تتعلق بالبذور. تشير الدلائل في عام 2011 إلى وجود المزيد من القيود. رفض البرلمان الأوروبي اقتراح المفوضية الأوروبية لقانون المواد الإنتاجية النباتية، المعروف أيضًا باسم "تنظيم البذور" في عام 2014.  

## أنظر أيضاً
- تنسيق حدائق تشاركي
- تنوع المحاصيل
- مقايضة الطعام
- اقتصاد الهبات
- بستنة عضوية
- بنك البذور
- مكتبة البذور
- حفظ البذور